# Familia Stevens
Familia Stevens (engleză Even Stevens) este un serial creat de Matt Dearborn pentru Disney Channel. În România, serialul a fost difuzat pe KidsCo. A avut premiera în S.U.A pe 17 iunie 2000. De asemenea, un film cu același nume a fost produs în 2003.

## Descriere
Louis Stevens, mezinul familiei, un glumeț și un leneș înrăit, nu se înțelege prea bine cu sora lui, Renne "Ren" Stevens. La acțiune luând parte și frate mai mare, Donald "Donnie" Stevens. El reprezentând tipul personajului sportiv. Toată familia având câte un talent. Părinții lor, Steven "Steve și Eileen Stevens sunt și ei talentați.

## Personaje

### Personaje principale
- Louis Anthony Stevens (Shia LaBeouf).

Cel mai mic Stevens. Glumeț și foarte leneș. Cu sora lui nu prea se înțelege. El nu prea are talente față de membrii familiei.
- Renee "Ren" Stevens (Christy Carlson Romano).

Ea e sora mai mare a lui Louis. De 
asemenea este și sora mai mică a lui Donald "Donnie".Inteligentă și 
perfecționistă. Ea nu prea le are cu sportul. Cu Louis nu prea se 
înțelege. Dar sunt clipe în care se înțeleg.
- Donald "Donnie" Stevens (Nick Spano).

Fratele mai mare a lui Ren și Louis. El este foarte atletic
. El a terminat liceul și școala. Dar el se concentrează și pe cum arată.
Dar nu este prea deștept.
- Steven "Steve" Stevens (Tom Virtue)

El este tatăl familiei Stevens. El a jucat la colegiul 
de fotbal.El a fost un wrestler la școală.
- Eileen Stevens (Donna Pescow)

Ea este senator. Mama familiei Stevens.